# CD 205
O CD205 também chamado de antígeno linfocitário 75 é uma proteína que em humanos é codificada pelo gene LY75. CD205 também é conhecido como DEC-205.

## Leitura de apoio
- Tungekar MF, Gatter KC, Ritter MA (1996). «Bladder carcinomas and normal urothelium universally express gp200-MR6, a molecule functionally associated with the interleukin 4 receptor (CD 124)». Br. J. Cancer. 73 (4): 429–32. PMC 2074450. PMID 8595155. doi:10.1038/bjc.1996.77
- al-Tubuly AA, Luqmani YA, Shousha S,  et al. (1996). «Differential expression of gp200-MR6 molecule in benign hyperplasia and down-regulation in invasive carcinoma of the breast». Br. J. Cancer. 74 (7): 1005–11. PMC 2077117. PMID 8855966. doi:10.1038/bjc.1996.481
- McKay PF, Imami N, Johns M,  et al. (1999). «The gp200-MR6 molecule which is functionally associated with the IL-4 receptor modulates B cell phenotype and is a novel member of the human macrophage mannose receptor family». Eur. J. Immunol. 28 (12): 4071–83. PMID 9862343. doi:10.1002/(SICI)1521-4141(199812)28:12<4071::AID-IMMU4071>3.0.CO;2-O
- Palmer DB, Crompton T, Marandi MB,  et al. (1999). «Intrathymic function of the human cortical epithelial cell surface antigen gp200-MR6: single-chain antibodies to evolutionarily conserved determinants disrupt mouse thymus development». Immunology. 96 (2): 236–45. PMC 2326733. PMID 10233701. doi:10.1046/j.1365-2567.1999.00691.x
- Guo M, Gong S, Maric S,  et al. (2000). «A monoclonal antibody to the DEC-205 endocytosis receptor on human dendritic cells». Hum. Immunol. 61 (8): 729–38. PMID 10980384. doi:10.1016/S0198-8859(00)00144-0
- Kato M, Neil TK, Fearnley DB,  et al. (2000). «Expression of multilectin receptors and comparative FITC-dextran uptake by human dendritic cells». Int. Immunol. 12 (11): 1511–9. PMID 11058570. doi:10.1093/intimm/12.11.1511
- Kato M, Khan S, Gonzalez N,  et al. (2003). «Hodgkin's lymphoma cell lines express a fusion protein encoded by intergenically spliced mRNA for the multilectin receptor DEC-205 (CD205) and a novel C-type lectin receptor DCL-1». J. Biol. Chem. 278 (36): 34035–41. PMID 12824192. doi:10.1074/jbc.M303112200
- Bozzacco L, Trumpfheller C, Siegal FP,  et al. (2007). «DEC-205 receptor on dendritic cells mediates presentation of HIV gag protein to CD8+ T cells in a spectrum of human MHC I haplotypes». Proc. Natl. Acad. Sci. U.S.A. 104 (4): 1289–94. Bibcode:2007PNAS..104.1289B. PMC 1783096. PMID 17229838. doi:10.1073/pnas.0610383104
- Nonaka D, Henley JD, Chiriboga L, Yee H (2007). «Diagnostic utility of thymic epithelial markers CD205 (DEC205) and Foxn1 in thymic epithelial neoplasms». Am. J. Surg. Pathol. 31 (7): 1038–44. PMID 17592270. doi:10.1097/PAS.0b013e31802b4917